# باشگاه فوتبال نیروی هوایی فیلیپین
باشگاه فوتبال نیروی هوایی فیلیپین یک بخش فوتبال از نیروی هوایی فیلیپین است. بازیکنان اصلی این باشگاه افسران، پرسنل وظیفه و غیرنظامیان بودند. این باشگاه آخرین بار در لیگ فوتبال فیلیپین، بالاترین سطح فوتبال در فیلیپین، رقابت می‌کرد.
نیروی هوایی فیلیپین که در سال ۱۹۶۰ تأسیس شد، چندین جام از جمله چهار قهرمانی ملی در دهه‌های ۱۹۸۰ و ۱۹۹۰ را کسب کرده است. این باشگاه همچنین در جام باشگاه‌های آسیا و جام برندگان جام آسیا شرکت کرده است.